# Liste d'enseignes de la grande distribution en Pologne
Pour un article plus général, voir Liste d'enseignes de la grande distribution en Europe.
Cet article présente la liste non exhaustive d'enseignes de la grande distribution en Pologne.

## Liste d'enseignes par type

### Supermarchés
| Nom           | Nombre de magasins (2014) | Société mère               |
| ------------- | ------------------------- | -------------------------- |
| Lewiatan      | 2700                      | Lewiatan                   |
| Biedronka     | 2405                      | Jerónimo Martins           |
| Sieć 34       | 1170                      | Bomi                       |
| Rabat Detal   | ~950                      | Rabat Detal                |
| Lidl          | 525                       | Schwarz Gruppe             |
| POLOmarket    | ~420                      | POLOmarket                 |
| Netto         | 327                       | Dansk Supermarked A/S      |
| Top Market    | ~300                      | Polska Grupa Supermarketów |
| Intermarché   | 181                       | Les Mousquetaires          |
| Rosa          | >100                      | Rosa                       |
| Aldi          | 72                        | Aldi                       |
| Spar          | 71                        | Spar                       |
| Bingo         | 38                        | Piotrus Pan                |
| Aldik Nova    | 23                        | Maxima Group               |
| Dyskont       | 12                        | Czerwona Torebka           |
| Rast          | 10                        | IBES                       |
| Atak          |                           | Groupe Auchan              |
| ABC           |                           | Eurocash                   |
| Billa         |                           | REWE Group                 |
| Bomi          |                           | Bomi                       |
| CBA           |                           | CBA                        |
| Champion      |                           | Groupe Carrefour           |
| eLDe          |                           | Bomi                       |
| Euro Sklepy   |                           | Eurocash                   |
| Groszek       |                           | Eurocash                   |
| IGA Polska    |                           | IGA                        |
| Jaskółka      |                           | Pays inconnu               |
| Sano          |                           | Pays inconnu               |
| Savia         |                           | Pays inconnu               |
| Sedal         |                           | Pays inconnu               |
| Simply Market |                           | Auchan                     |
| Stokrotka     |                           | Pays inconnu               |

### Magasins de proximité
| Nom               | Nombre de magasins | Société mère |
| ----------------- | ------------------ | ------------ |
| Żabka             | >10000             | Żabka        |
| Carrefour Express | 298                | Carrefour    |

### Hypermarchés
| Nom       | Nombre de magasins | Société mère   |
| --------- | ------------------ | -------------- |
| Kaufland  | 177                | Schwarz Gruppe |
| Carrefour | 97                 | Carrefour      |
| Real      | 49                 | Metro AG       |
| E.Leclerc | 43                 | E.Leclerc      |
| Auchan    | 29                 | Groupe Auchan  |

### Libre-service de gros
| Nom                   | Nombre de magasins (2014) | Société mère       |
| --------------------- | ------------------------- | ------------------ |
| Eurocash Cash & Carry | 150                       | Eurocash           |
| Makro                 | 41                        | Metro Cash & Carry |
| Selgros (de)          | 14                        | REWE Group         |
| Mlekovita             | 1                         | Pays inconnu       |

## Chaînes spécialisées

### Bricolage
| Nom          | Nombre de magasins (2018) | Société mère |
| ------------ | ------------------------- | ------------ |
| Castorama    |                           | Kingfisher   |
| Brico Dépôt  |                           | Kingfisher   |
| Leroy Merlin | 60                        | Groupe ADEO  |

### Bibliothèques
| Nom   | Nombre de magasins (2014) | Société mère              |
| ----- | ------------------------- | ------------------------- |
| Empik | 134                       | NFI Empik Media & Fashion |

### Drogueriesetparfumeries
| Nom             | Nombre de magasins | Société mère    |
| --------------- | ------------------ | --------------- |
| Drogerie Natura | 270                | Drogerie Natura |
| Blue Stop       | 141                | Delko           |
| Douglas         | 113                | Douglas Holding |

### Autres enseignes
- Bricomarché (Les Mousquetaires)
- Castorama
- Décathlon
- IKEA
- Media Markt

## Enseignes disparues
| Nom      | Nouvelle enseigne | Type de magasin | Société mère  |
| -------- | ----------------- | --------------- | ------------- |
| Champion |                   |                 | Carrefour     |
| Elea     | Simply Market     |                 | Groupe Auchan |
| Plus     |                   |                 | Pays inconnu  |
| Zatoka   | Freshmarket       |                 | Żabka         |

- Albert
- Saturn
- Alma Market
- Globi
- Géant Casino
- Conforama
- HIT (de)
- Hypernova
- Julius Meinl (de)
- Leader Price
- Minimal
- Eko
- Piotr i Paweł
- Piotr i Paweł Express
- Norauto
- Tesco
- Tesco Mini
- 5 Minut
- Freshmarket
- Małpka Express
- MarcPol
- REMA 1000 (en)

### Source de la traduction
- (en) Cet article est partiellement ou en totalité issu de l’article de Wikipédia en anglais intitulé « List of supermarket chains in Poland » (voir la liste des auteurs).